# Elk City (Oklahoma)
Elk City é uma cidade localizada no estado norte-americano de Oklahoma, no Condado de Beckham.

## Demografia
Segundo o censo norte-americano de 2000, a sua população era de 10.510 habitantes.
Em 2006, foi estimada uma população de 11.002, um aumento de 492 (4.7%).

## Geografia
De acordo com o United States Census Bureau tem uma área de
38,6 km², dos quais 37,9 km² cobertos por terra e 0,7 km² cobertos por água. Elk City localiza-se a aproximadamente 585 m acima do nível do mar.

## Localidades na vizinhança
O diagrama seguinte representa as localidades num raio de 24 km ao redor de Elk City.